# Trainkos

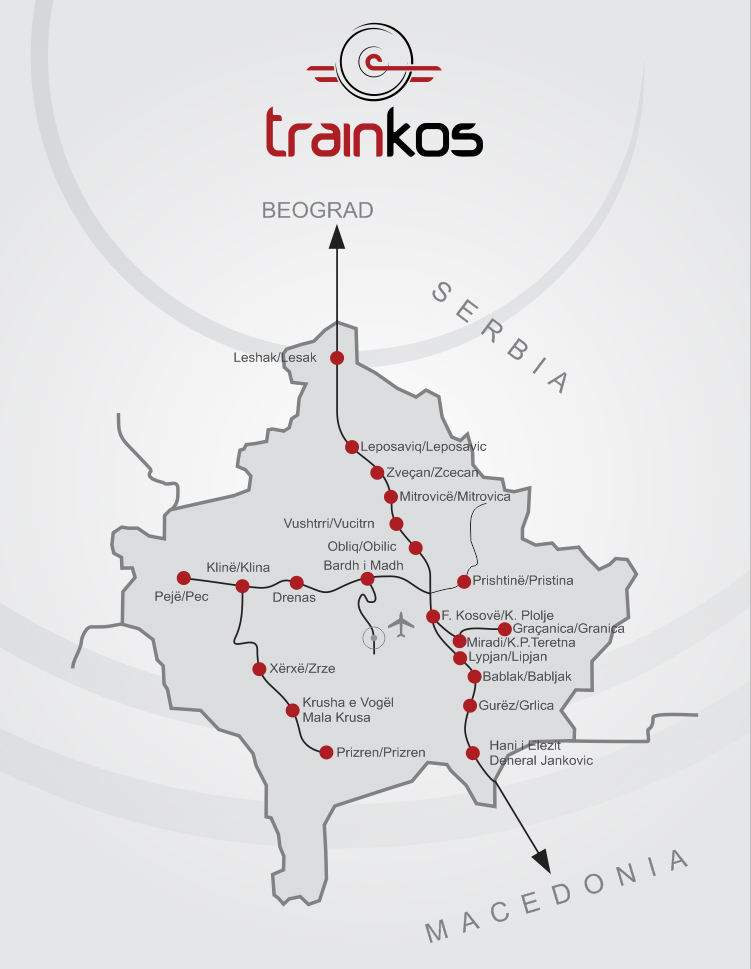
Залізнична мережа в Косові

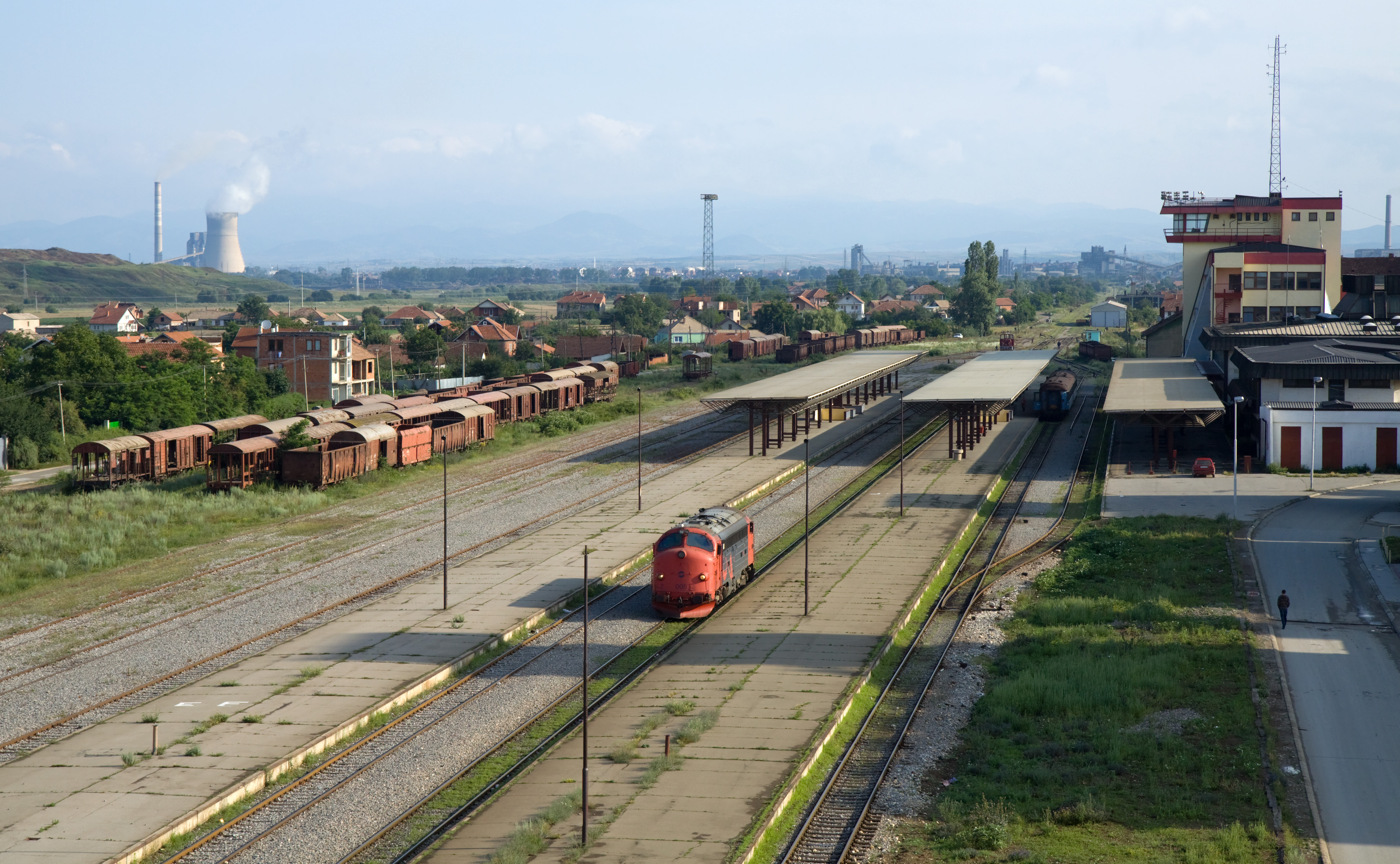
Вокзал у Косовому Полі

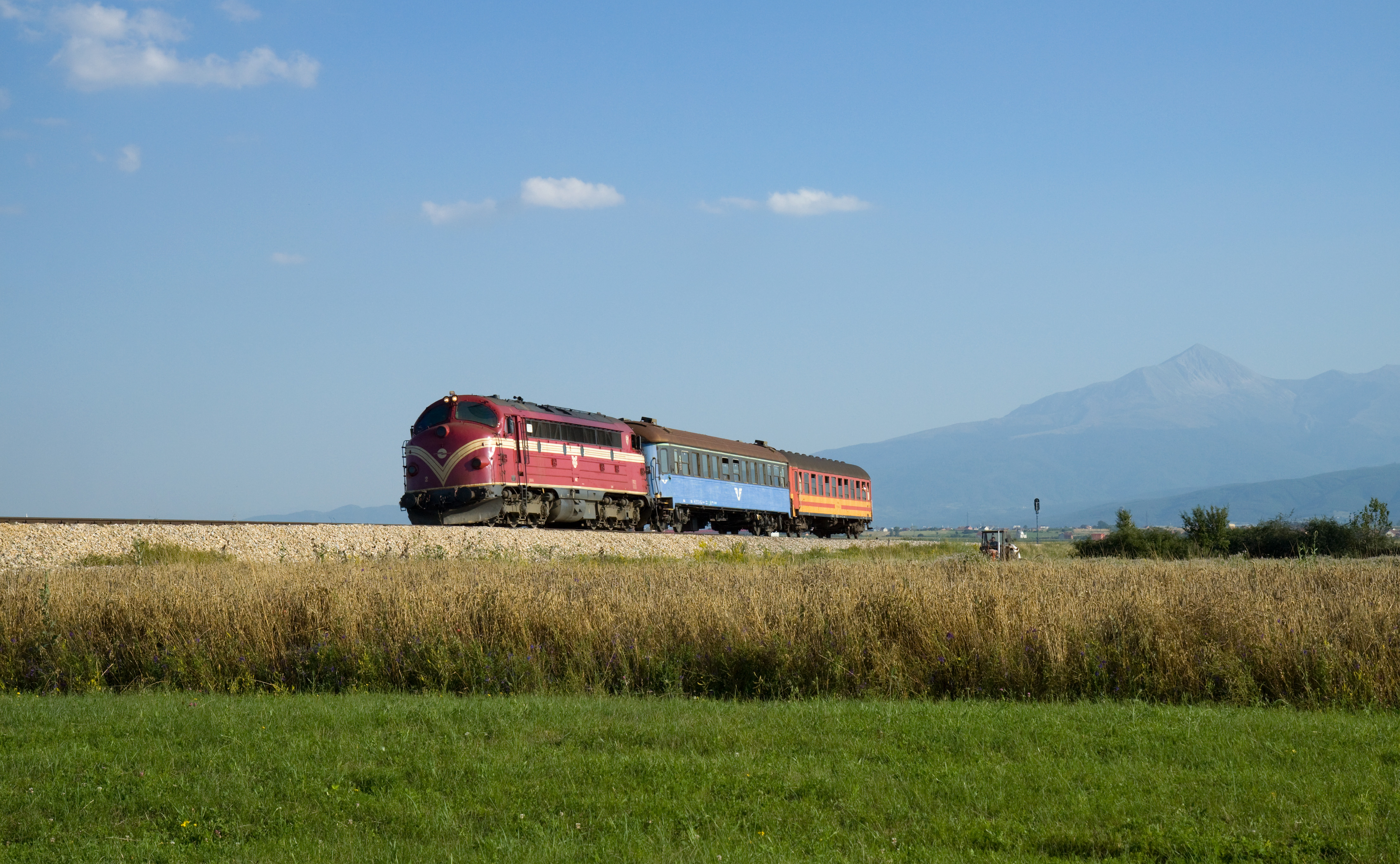
Поїзд InterCity у Баблаку

Trainkos — компанія-оператор залізниць у Косові, заснована 1999 року й має штаб-квартиру в місті Косово Поле.

## Організація
У вересні 2011 року Косовські залізниці (серб. Kosovske Železnice, алб. Hekurudhat e Kosovës) були розділені на дві компанії: Trainkos, що займається пасажирськими та вантажними перевезеннями, і Infrakos, що відповідає за обслуговування залізничної інфраструктури.

## Історія
У 1873 році перша залізниця побудована на території нинішнього Косова. Вона вела від Скоп'є на півдні через міста Дженерал-Янкович та Косово Поле на північ у місто Мітровіцу. Лінія була побудована як частина Румелійскої залізниці.
Між 1929 і 1991 роками залізниця обслуговувалася компанією Jugoslovenske Železnice (JŽ), а потім компанією Залізниці Сербії (Železnice Srbije / ŽS). Після Косовської війни 1999 року розташовані на території Косова ділянки залізниць перейшли до компанії Hekurudhat e Kosovës (HK) / Kosovske Železnice (KŽ), 2001 року почалася регулярна експлуатація. У 2011 році компанія змінила своє ім'я на «Trainkois».

## Залізнична мережа

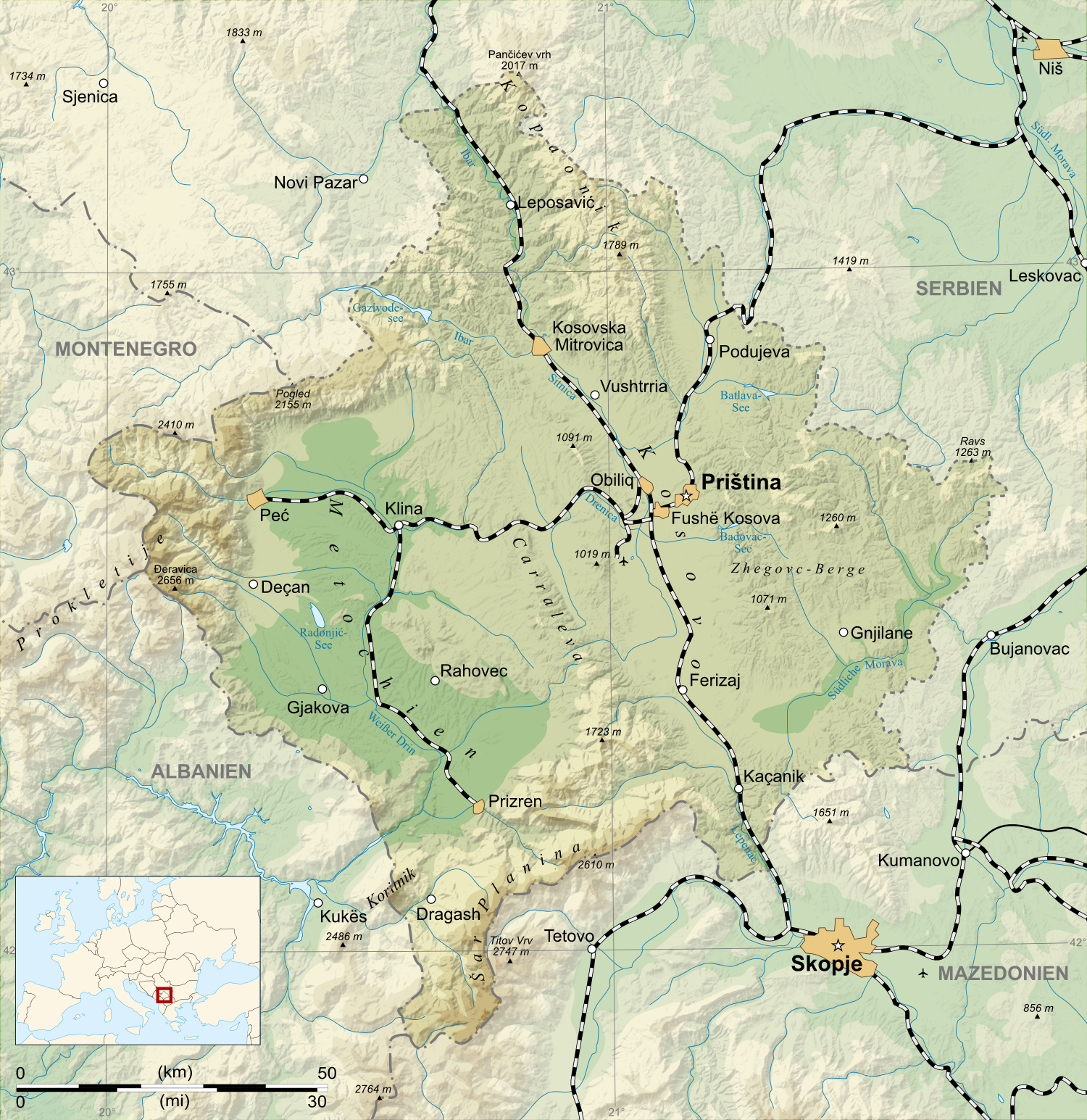
Залізничні мережі Краю Косово

Компанія Trainkos обслуговує 436'851 км залізниць в Косові, з яких 333'451 км використовуються для вантажно-пасажирських перевезень та 103,4 км тільки для вантажних перевезень. Не електрифікована частина складалася з двох ліній, що перетинаються в Косовому Полі: основної лінія, що йде з Кралево в Західній Сербії через Косовську-Мітровицу і Косовому Полі в Скоп'є у Македонії, та гілки, що йде зі сходу на захід від міста Ниш на півдні Сербії через Приштину і Косово Поле з двома відгалуженнями, що йдуть в Печ і Прізрен. По цих лініях з Приштіни в Печ і з Косова в Македонію ходять пасажирські поїзди. У Північному Косові діє сербська ŽS, обслуговуючи ділянку Кралево — Звечан. Інші частини мережі нині не використовуються. Протягом багатьох років були плани продовжити гілку до Призрена й далі через кордон Албанії, з'єднавшись з мережею Hekurudha Shqiptare. Поки ці плани не просунулися далі декларації про наміри.

## Перевезення
Є 3 типи пасажирських поїздів: приміські поїзди, Freedom of Movement та InterCity. Як рухомий склад найчастіше використовують дизель-поїзди Y1 з подвійною тягою або Di 3 з двома пасажирськими вагонами колишньої SJ. Поїзди InterCity зазвичай складаються з одного пасажирського вагона колишньої SJ Trainkos'а та одного македонського пасажирського вагона.
Вантажні перевезення відграють важливу роль у економіці Косова. Міжнародні вантажні перевезення здійснюються через місто Дженерал-Янкович і через контейнерний термінал, розташований недалеко від аеропорту Приштини, біля станції Міраді.

## Рухомий склад
Рухомий склад частково лишився з часів Югославських залізниць і частково був імпортований з європейський країн.

### Локомотиви
Є наступні локомотиви:
| Номер | Тип                                  | Статус                                                            |
| ----- | ------------------------------------ | ----------------------------------------------------------------- |
| 001   | колишній HŽ 2044—031                 | експлуатується, пасажирські перевезення                           |
| 002   | колишній JŽ 661 132                  | не експлуатується                                                 |
| 003   | колишній JŽ 661 228                  | експлуатується, вантажні перевезення                              |
| 004   | колишній JŽ 661 231                  | не експлуатується                                                 |
| 005   | колишній NSB Di3a 619                | експлуатується, пасажирські та вантажні перевезення               |
| 006   | колишній NSB Di3a 633                | зламаний електричний генератор, у ремонті (станом на липень 2009) |
| 007   | колишній NSB Di3b 641                | експлуатується, пасажирські та вантажні перевезення               |
| 008   | колишній NSB Di3b 643 (VR KDs1 2402) | не експлуатується, несправність гальма                            |
| 009   | Vossloh G 1700-2 BB                  | експлуатується, вантажні перевезення                              |
| 010   | JT38CW-DC Gredelj-Croatia            | експлуатується, вантажні перевезення                              |
| 010   | колишній HŽ 2061—501                 | експлуатується, вантажні перевезення                              |

### Дизельні вагони
| Номер            | Тип                                   | Статус         |
| ---------------- | ------------------------------------- | -------------- |
| 1528, 1531, 1534 | колишній FS ALn 668                   | експлуатується |
| 01, 02, 03, 04   | колишній SJ Y1 1281, 1304, 1306, 1313 | експлуатується |

## Галерея

### Локомотиви

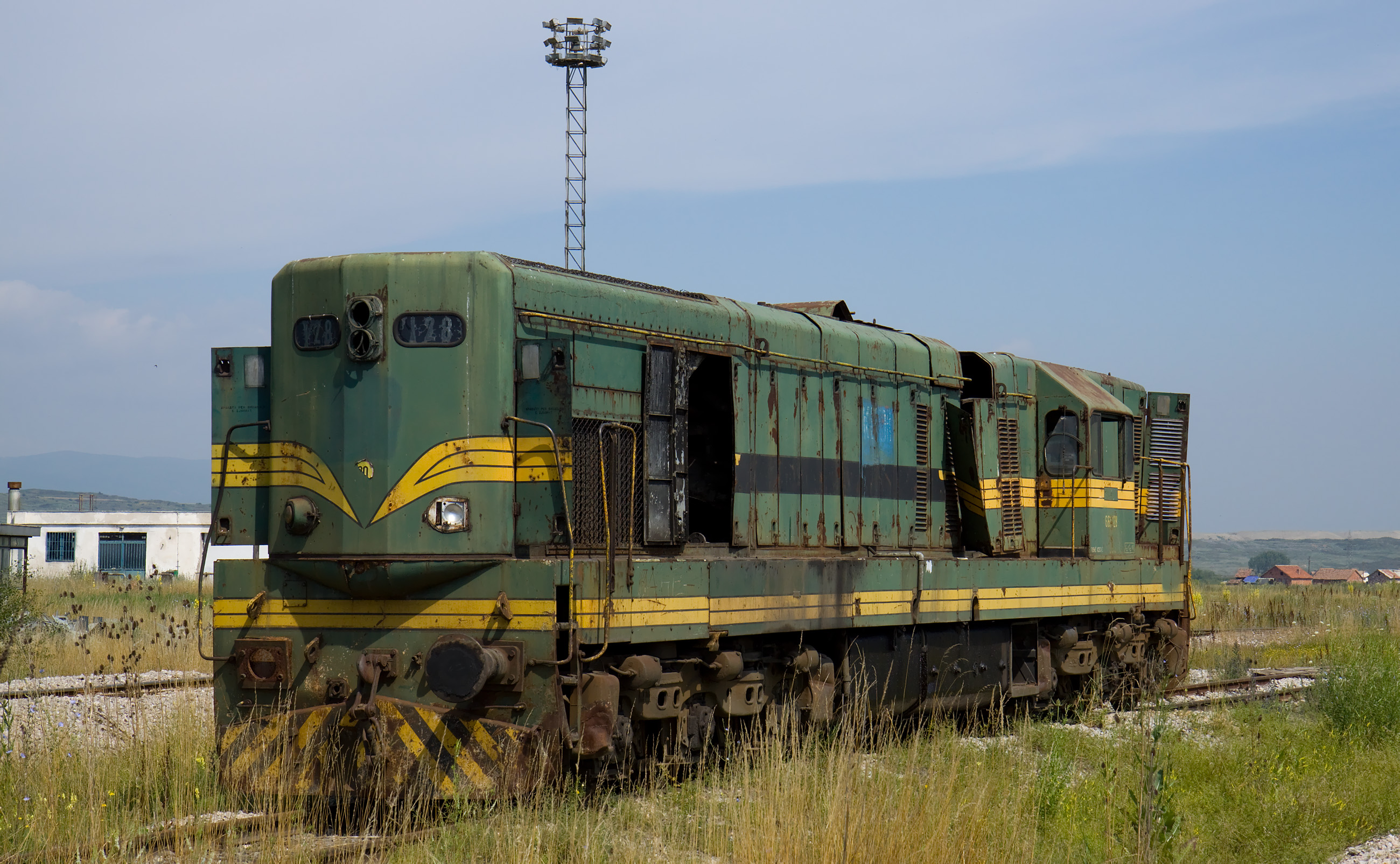
001, JŽ 661 128
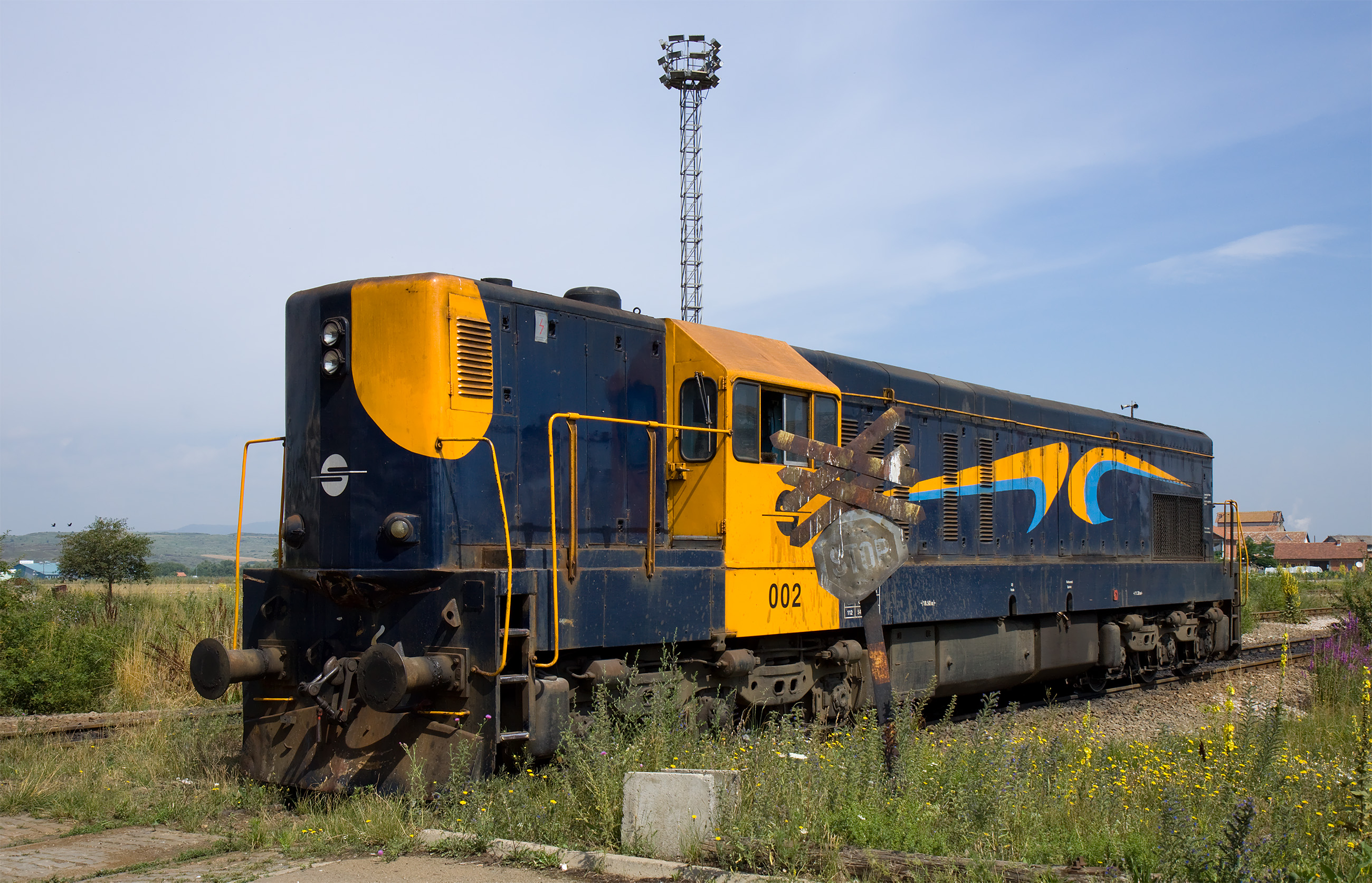
002, JŽ 661 132
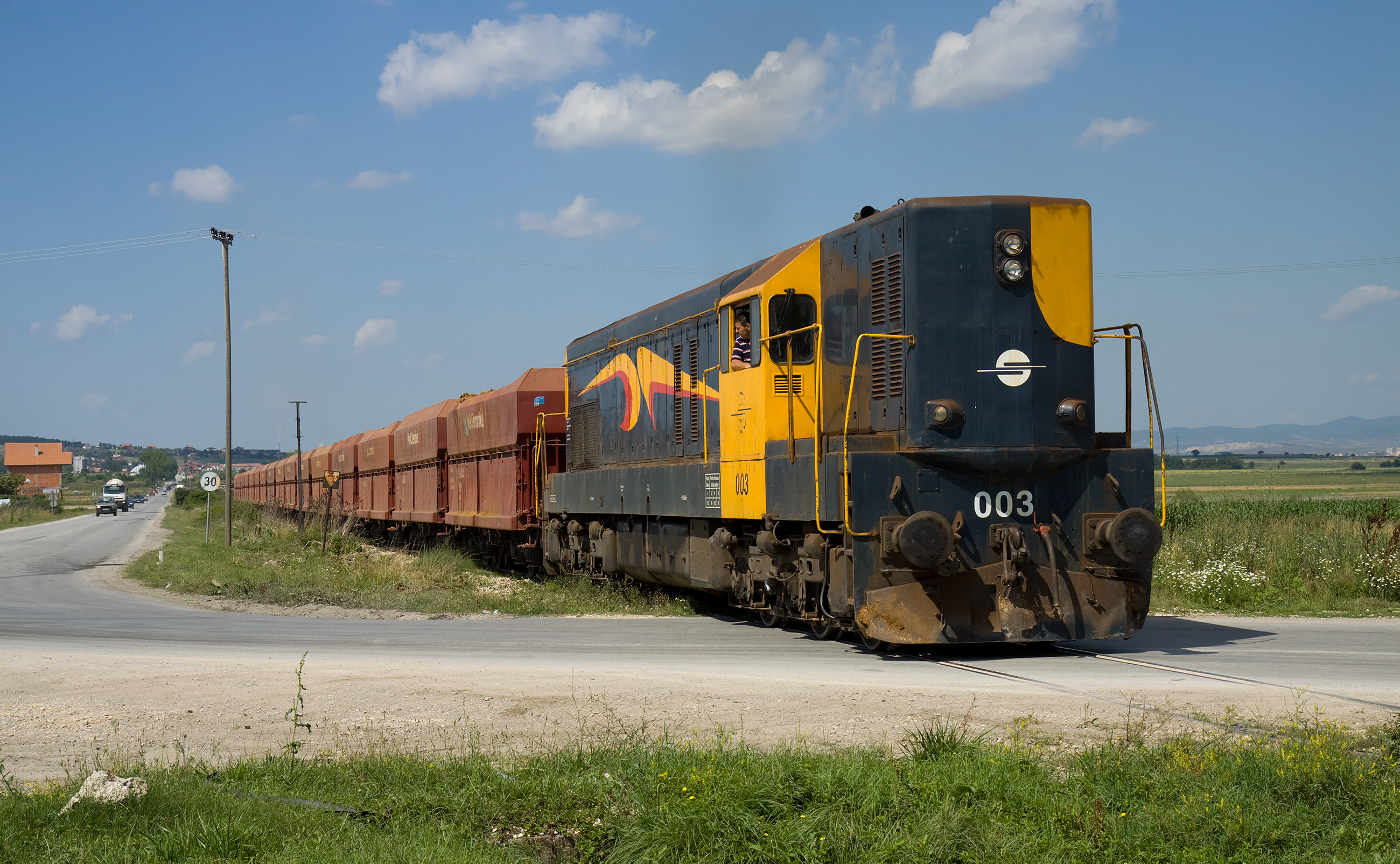
003, JŽ 661 228
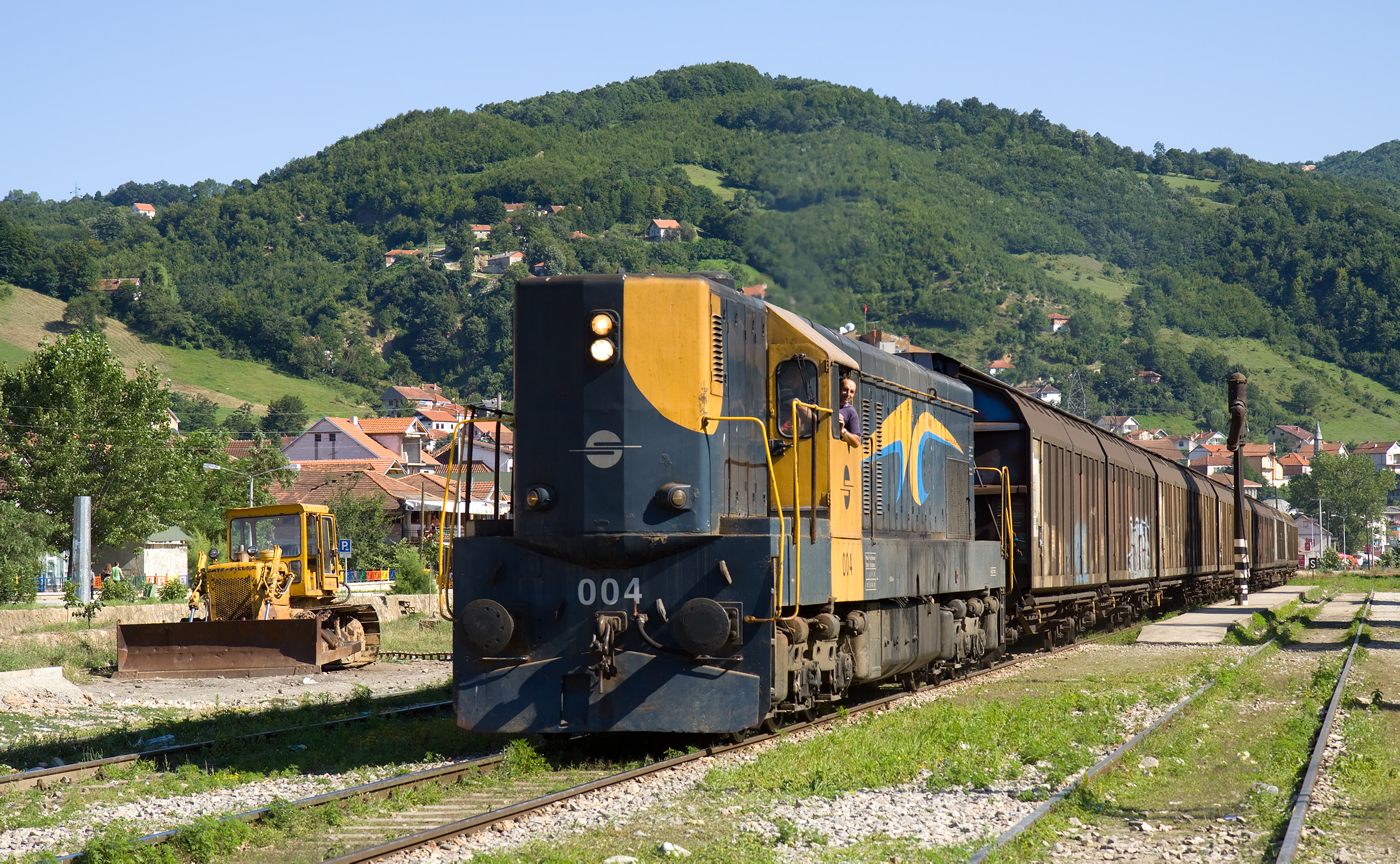
004, JŽ 661 231
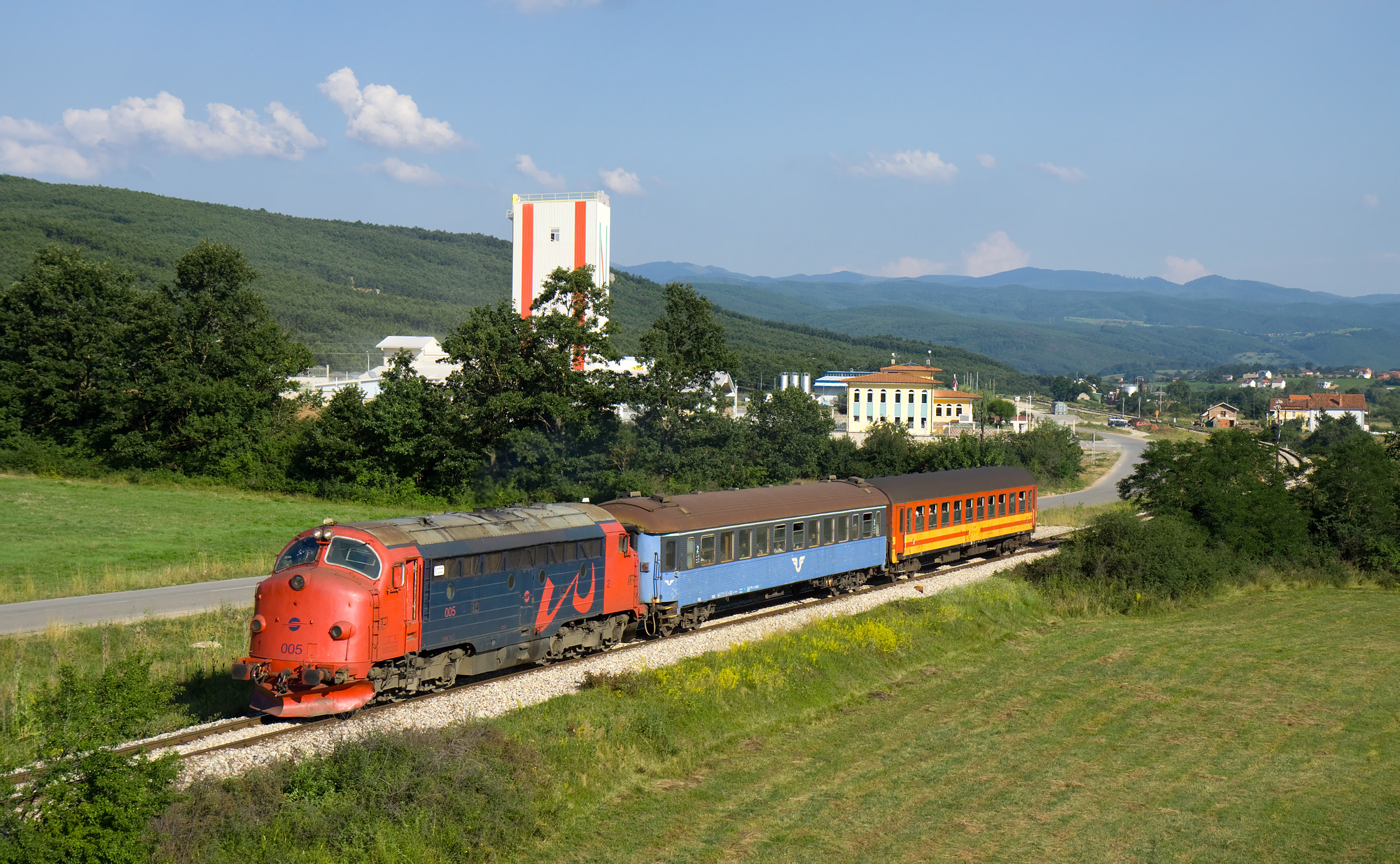
005, NSB Di 3a 619
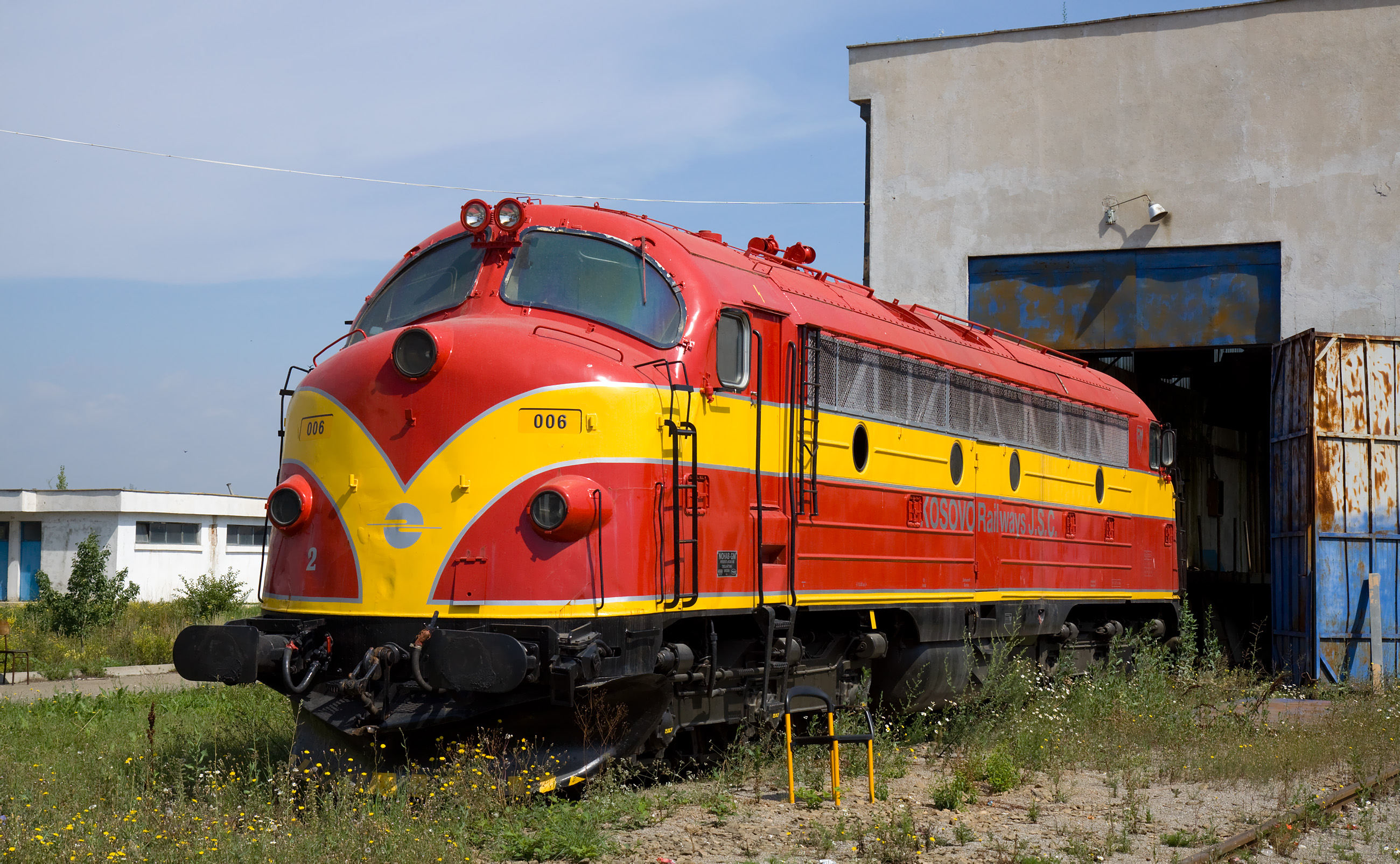
006, NSB Di 3a 633
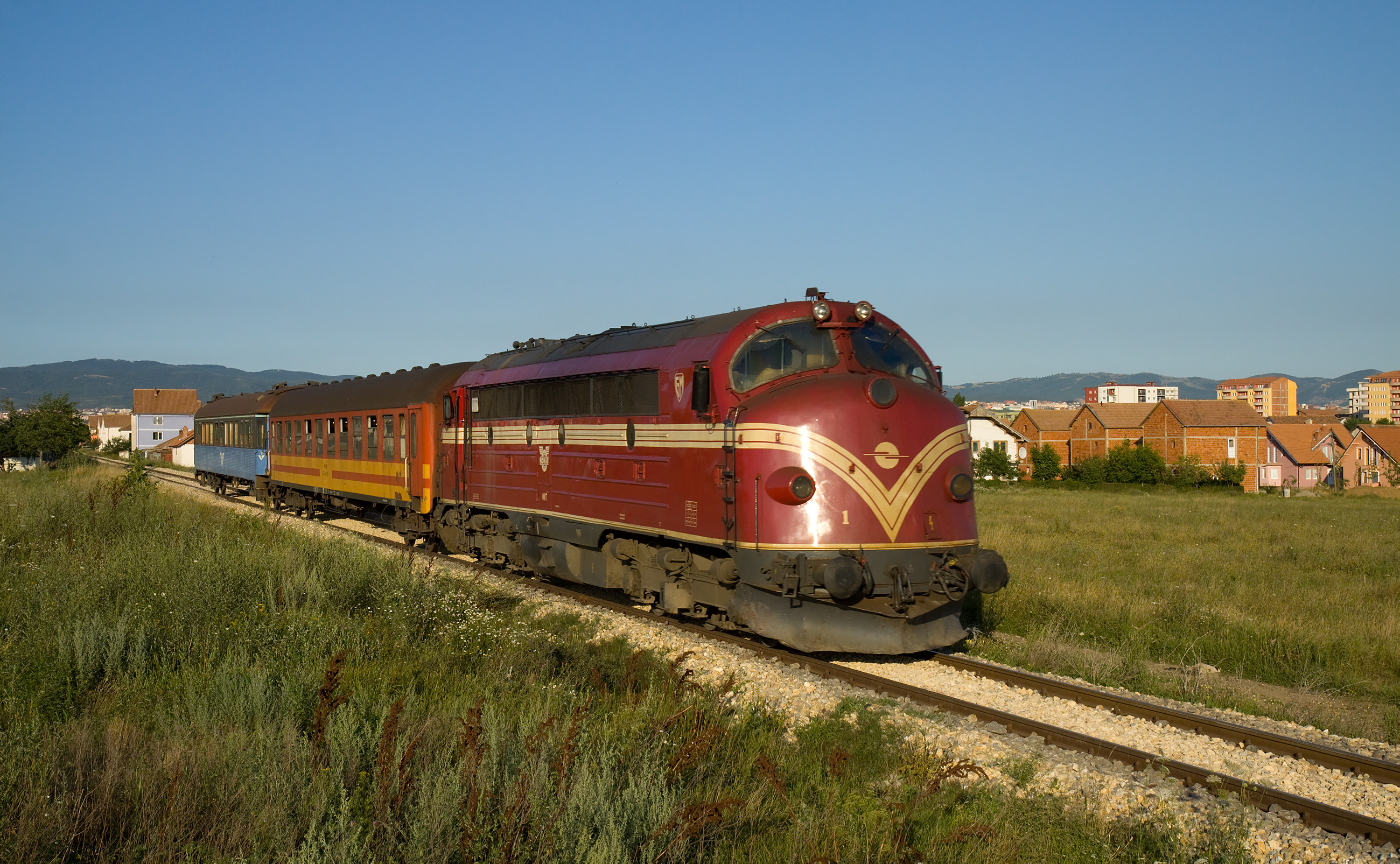
007, NSB Di 3b 641
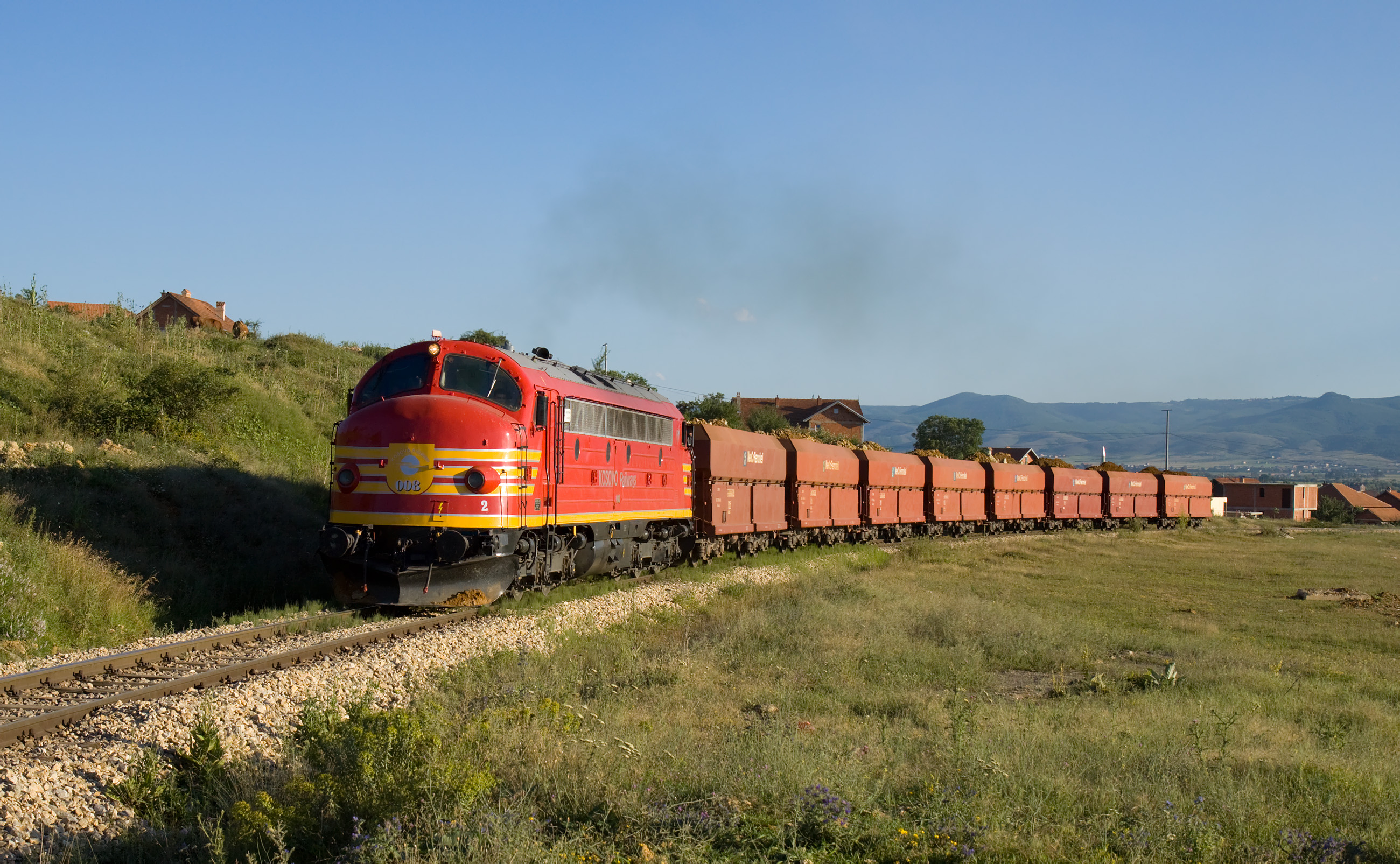
008, NSB Di 3b 643
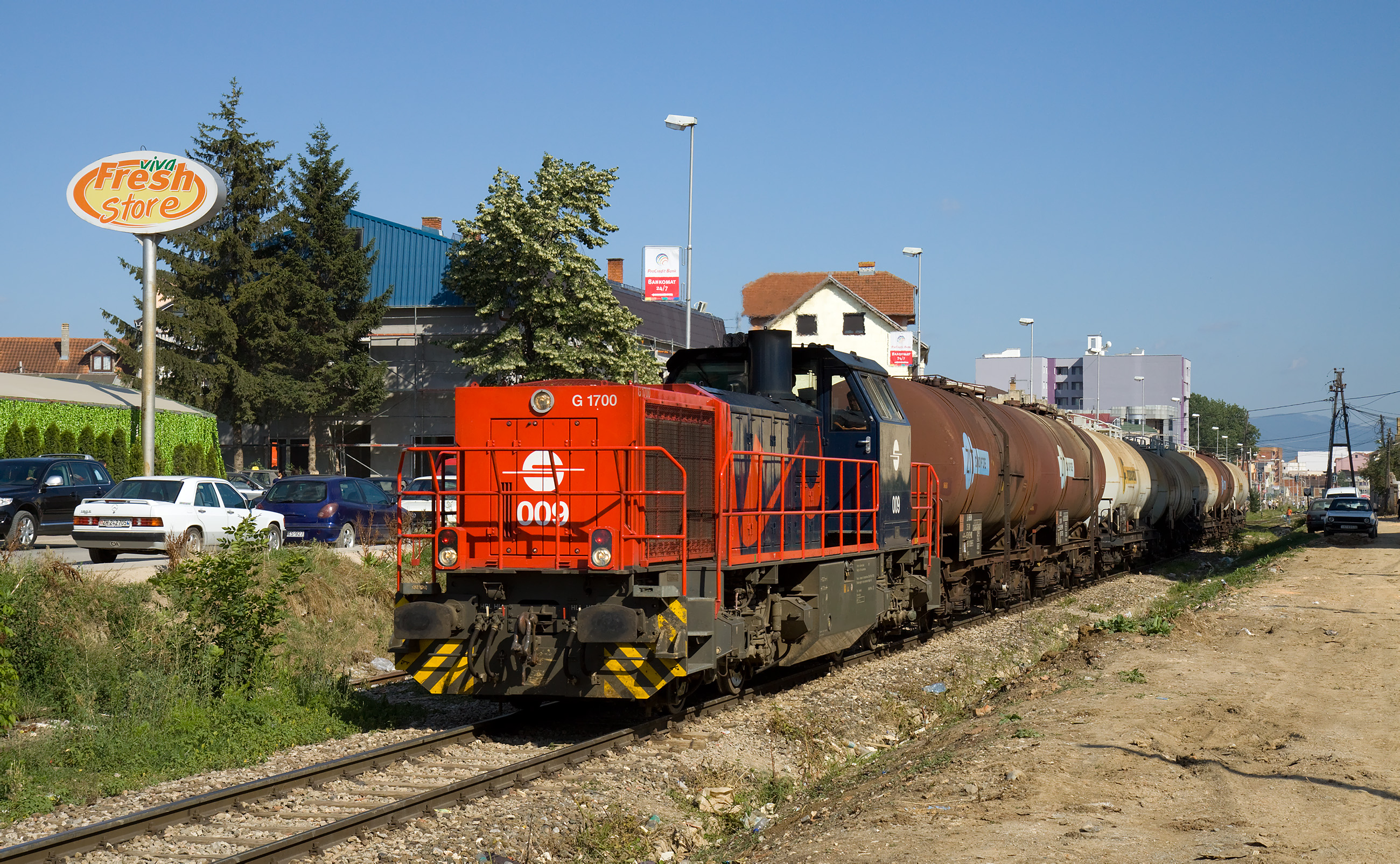
009, Vossloh G 1700

### Дизельні вагони

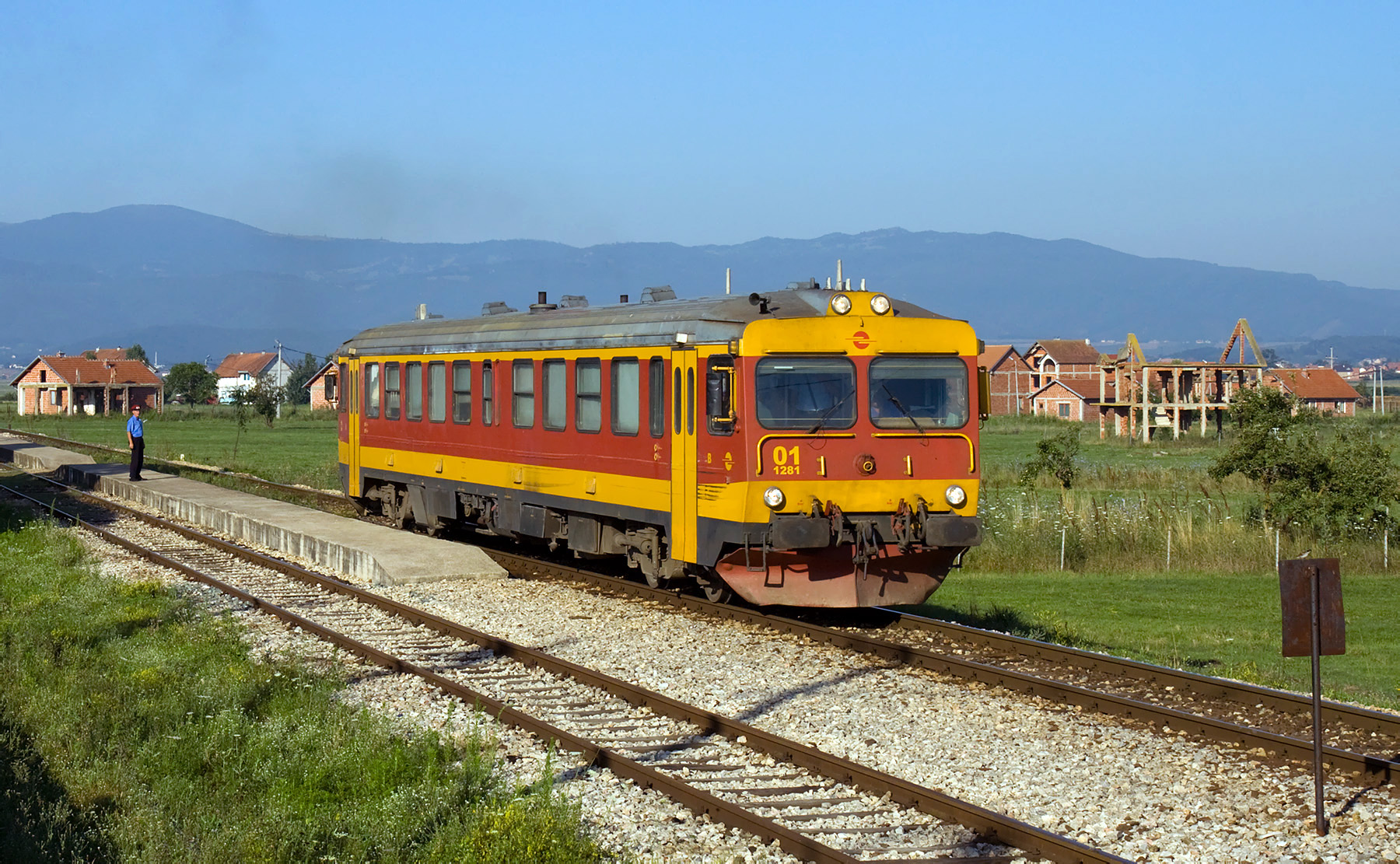
Y1 01 у Баблаку
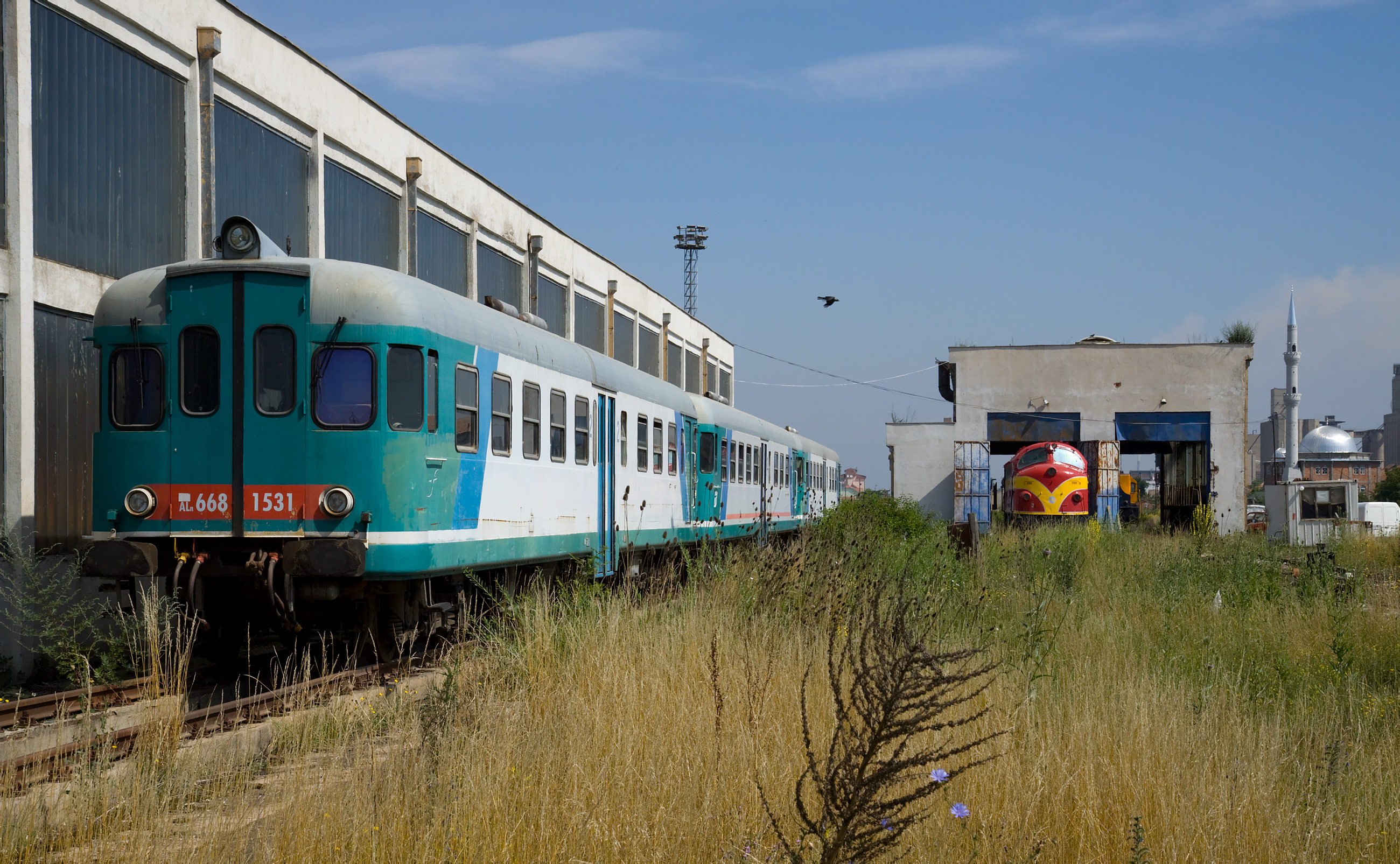
ALn 668 на стоянці у Косовому Полі